# Igor Tjudinov

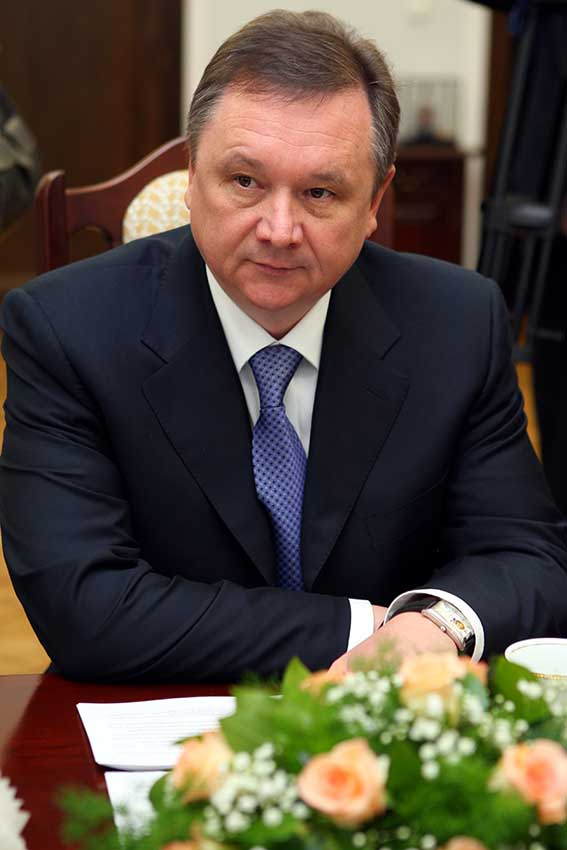
Igor Tjudinov

Igor Vitaljevitj Tjudinov (kyrillisk skrift: Игорь Витальевич Чудинов), född 21 augusti 1961 i Frunze, var premiärminister i Kirgizistan från 2007 till 2009. 
Han tillträdde 24 december 2007 och ersatte då den tillförordnade premiärministern Iskenderbek Ajdaralijev som i sin tur ersatte Almazbek Atambajev 28 november samma år. Tjudinov är etnisk ryss och talar mycket lite kirgiziska.
Tjudinovs parti Ak Zjol (Den ljusa stigen) vann parlamentsvalet stort den 16 december och fick 71 av 90 platser i parlamentet. Oppositionen protesterade och hävdade valfusk, men protesterna lade sig och parlamentet kunde välja Tjudinov till premiärminister.
Han efterträddes 21 oktober 2009 som premiärminister av Danijar Usenov.